# Dai Qing

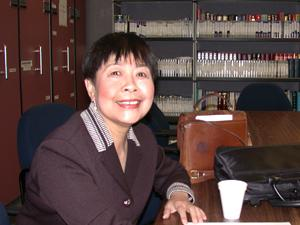
Foto av Dai Qing från Voice of Americas arkiv.

Dai Qing (戴晴; Dài Qíng), född i augusti 1941 i Chongqing, Sichuan, Kina, är en kinesisk författare, journalist och aktivist i Kinarelaterade frågor.

## Biografi
Dai Qing, även kallad Fu Ning, är dotter till Yang Jie och Fu Daqing, båda kinesiska intellektuella, som dödades av den japanska armén 1944, och betraktas som kommunistpartiets martyrer. Dai adopterades av faderns vän, Ye Jianying, som var en betydande kinesisk politiker och en av tio marskalkar i Folkets befrielsearmé.
År 1966 avlade Dai Qing examen vid Harbin Military Engineering Academy. Efter examen fortsatte hon sina studier i Japan för att bli oljeingenjör och utbildade sig även till missilingenjör i en hemlig fabrik, som specialiserat sig på interkontinentala missiler. Under samma tid arbetade hon också som författare och nyhetsreporter.
Dai Qing försökte 1966 att studera engelska i Nanjing under två år, men på den tiden kunde dock endast en minoritet av kineserna, som till exempel personer inom militären, studera engelska. Eftersom Dai inte hade råd att bekosta sin språkutbildning, återvände hon till sin tekniska karriär med arbete på guidade missilsystem.
Under kulturrevolutionen 1966–1976 skickades Dai och hennes make, Wang Dejia, till landsbygden för att "reformeras genom arbete" och arbetade där som bönder. De tvingades att lämna Peking där deras dotter, Wang Xiaojia, fick bo kvar. Detta visade för Dai den sämre sidan av den kinesiska regimen och fick henne att inse att kinesiska medborgare var det minst viktiga för den. Efter kulturrevolutionen kunde hon inte återvända till sin tidigare karriär, utan fick arbeta med övervakningsutrustning och därefter som författare för Folkets befrielsearmé. År 1982 lämnade hon armén och började vid Guangming Daily som nyhetsreporter.

### Journalist
Dai Qing upptäcktes 1969 när Guangming Daily publicerade hennes novell som beskrev den svåra situationen för en man och hans hustru, som separerats under kulturrevolutionen. Detta ledde till att hon blev medlem i kinesiska författarförbundet 1982. Efter publiceringen av en kort roman, Pan, hyllades hon stort som författare och blev sedan reporter för Guangming Daily där hon förblev som kolumnist från 1982 till 1989. Dai Qing var den första kinesiska journalisten att förmedla synpunkter från dissidenter, som till exempel astrofysikern Fang Lizhi, som hade avvikande politiska åsikter. 
När Dai Qing 1979 återvände från Frankrike till Kina, sändes hon söderut för att bevaka det kinesisk-vietnamesiska kriget. Vid denna tid bestämde hon sig för att avslöja den mörka sidan av kraftverksprojektet Three Gorges. Som känd och orädd journalist och författare hoppades hon kunna uppmuntra kineser att tala ut och undvika att upprepa tidigare misstag. Således motsatte hon sig 1989 öppet Three Gorges Dam i floden Yangtze.
På grund av dessa aktiviteter fördömdes hon av regimen den 4 juni 1989 och fick lämna det kinesiska kommunistpartiet den 5 juni 1989. Dessutom var hon fängslad i tio månader och fick inte publicera böcker i Kina. När hon släpptes från fängelset i maj 1990, sökte hon politisk asyl i USA och Tyskland. Som en följd av händelsen har hon sedan hedrats med flera stipendier och utmärkelser.
År 1989 bröt studentproteströrelsen ut. Dai Qing uppmanade, tillsammans med andra intellektuella, regeringen att bekämpa korruptionen och stödja demokratiska reformer. När studenter iscensatte omfattande protester inklusive en hungerstrejk på Himmelska fridens torg, gav Dai Qing ett inspirerande tal där, och uppmanade eleverna att fredligt lämna platsen för att undvika blodsutgjutelse. Om de stannade kunde de framkalla våldsamma ingripanden som allvarligt skulle kunna fördröja reformprocessen, varnade hon, men blev inte åtlydd, och ett tillslag kom den 4 juni. Dai Qing greps och fängslades men fick lämna fängelset den 21 januari 1990.
Dai Quing bor för närvarande (2016) i Peking. Hon hävdar att Kina ännu inte har avskaffat det kollektiva samhället från tidigare epoker. Därför fortsätter hon att kämpa för mänskliga rättigheter, demokrati och miljö tillsammans med människor i både Kina och västvärlden.